# Carlo Fracanzani
Carlo Fracanzani (ur. 12 czerwca 1935 w Padwie) – włoski polityk i prawnik, długoletni deputowany, w latach 1988–1990 minister.

## Życiorys
Z wykształcenia prawnik, podjął praktykę w zawodzie adwokata. Zaangażował się w działalność polityczną w ramach Chrześcijańskiej Demokracji. W 1968 został wybrany na posła do Izby Deputowanych. Sześciokrotnie z powodzeniem ubiegał się o reelekcję, sprawując mandat poselski do 1994 w okresie V, VI, VII, VIII, IX, X i XI kadencji. W 1979 został podsekretarzem stanu w ministerstwie handlu zagranicznego. Między 1980 a 1987 pełnił funkcję podsekretarza stanu w resorcie skarbu. Od kwietnia 1988 do lipca 1990 zajmował stanowisko ministra zasobów państwowych w rządach, którymi kierowali Ciriaco De Mita i Giulio Andreotti. Zrezygnował wraz z kilkoma innymi członkami gabinetu w proteście przeciwko promowanej przez premiera ustawie radiowo-telewizyjnej. Po rozpadzie Chrześcijańskiej Demokracji należał do Włoskiej Partii Ludowej.
Był także aktywnym działaczem sportowym. W latach 1987–1997 stał na czele Lega Pallavolo Serie A, instytucji zarządzającej rozgrywkami piłki siatkowej na najwyższym poziomie ligowym.